# Élections législatives de 1986 dans le Rhône
Les élections législatives françaises de 1986 ont lieu le 16 mars 1986. Dans le département du Rhône, quatorze députés sont à élire dans le cadre d'un scrutin proportionnel par liste départementale à un seul tour.

## Élus
| Député élu            |  | Parti    |
| --------------------- |  | -------- |
| Charles Hernu         |  | PS       |
| Jean Poperen          |  | PS       |
| Marie-Josèphe Sublet  |  | PS       |
| Gérard Collomb        |  | PS       |
| Jean-Jack Queyranne   |  | PS       |
| Raymond Barre         |  | app. UDF |
| Jean Rigaud           |  | UDF      |
| Alain Mayoud          |  | UDF (PR) |
| Michel Noir           |  | RPR      |
| Jean Besson           |  | RPR      |
| Jean-Michel Dubernard |  | RPR      |
| Bruno Gollnish        |  | FN       |
| Jean-Pierre Reveau    |  | FN       |
| Charles Fiterman      |  | PCF      |

À partir du 3 avril 1986, à la suite de sa nomination au gouvernement, Michel Noir  cède sa place au suivant de liste : Michel Terrot.

## Listes en présence

### Extrême gauche (LO)
| N° | Candidats              | Parti | Parti | Principales fonctions      |
| -- | ---------------------- | ----- | ----- | -------------------------- |
| 01 | Georges Mestres        |       | LO    | Ouvrier métallurgiste      |
| 02 | Marie-Christine Pernin |       | LO    | Laborantine                |
| 03 | Marc Grosso            |       | LO    | Dessinateur industriel     |
| 04 | Francis Faucher        |       | LO    | Employé SNCF               |
| 05 | Arlette Couzon         |       | LO    | Laborantine                |
| 06 | Jean-Marc Barreau      |       | LO    | Employé industrie chimique |
| 07 | Yves Petiot            |       | LO    | Ouvrier métallurgiste      |
| 08 | Monique Dauphin        |       | LO    | Enseignante                |
| 09 | Didier Guthmann        |       | LO    | Agent des lignes PTT       |
| 10 | Evelyne Couzon         |       | LO    | Infirmière                 |
| 11 | Jean-Michel Hernandez  |       | LO    | Employé de banque          |
| 12 | René Brun              |       | LO    | Enseignant                 |
| 13 | Joëlle Laplace         |       | LO    | Secrétaire                 |
| 14 | Electre Dracos         |       | LO    | Enseignante                |
|    |                        |       |       |                            |
| 15 | Jean-Luc Serretta      |       | LO    | Monteur ajusteur           |
| 16 | Jeanine Laloy          |       | LO    | Laborantine                |

### Extrême gauche (LCR)
| N° | Candidats             | Parti | Parti | Principales fonctions     |
| -- | --------------------- | ----- | ----- | ------------------------- |
| 01 | Jean-Michel Drevon    |       | LCR   | Enseignant                |
| 02 | Aline Pelletier       |       | LCR   | Employée des finances     |
| 03 | Denis Marx            |       | LCR   | Contrôleur PTT            |
| 04 | Mireille Dubœuf       |       | LCR   | Étudiante                 |
| 05 | Patrick Alfandari     |       | LCR   | Agent hospitalier         |
| 06 | Max Rutge             |       | LCR   | Ouvrier de la métallurgie |
| 07 | Françoise Chalons     |       | LCR   | Assistante sociale        |
| 08 | René Prager           |       | LCR   | Enseignant                |
| 09 | Maryse Requena        |       | LCR   | Aide-soignante            |
| 10 | Claude Magnon         |       | LCR   | Agent SNCF                |
| 11 | Marie-France Voisin   |       | LCR   | Institutrice              |
| 12 | Philippe Turpin       |       | LCR   | Programmeur               |
| 13 | Marie-Claire Meunier  |       | LCR   | Agent de production       |
| 14 | Jean-Pierre Fouilleul |       | LCR   | Enseignant                |
|    |                       |       |       |                           |
| 15 | Christian Lesaux      |       | LCR   | Enseignant                |
| 16 | Marc Lefèvre          |       | LCR   | Éducateur                 |

### Extrême gauche (MPPT)
| N° | Candidats                 | Parti | Parti | Principales fonctions                       |
| -- | ------------------------- | ----- | ----- | ------------------------------------------- |
| 01 | Philippe Million-Rousseau |       | SM    | Conseiller municipal de Lyon                |
| 02 | Joëlle Bony               |       | MPPT  | Conseillère municipale de Vénissieux        |
| 03 | Christian Faucomprez      |       | SM    | Conseiller d'arrondissement de Lyon         |
| 04 | Georges Pistilli          |       | SM    | Ancien conseiller municipal de Villeurbanne |
| 05 | André Sineyen             |       | MPPT  | Ancien conseiller municipal de Saint-Priest |
| 06 | Jean-Marie Garcia         |       | SM    | Tourneur sur bois                           |
| 07 | André Breger              |       | SM    | Retraité                                    |
| 08 | Paul Duthel               |       | MPPT  | Retraité de l'enseignement public           |
| 09 | Dan Moutot                |       | MPPT  | Vacataire de l'enseignement supérieur       |
| 10 | Roland Mirguet            |       | MPPT  | Étudiant                                    |
| 11 | Bruno Delannoy            |       | MPPT  | Ouvrier métallurgiste                       |
| 12 | Philippe Navarro          |       | MPPT  | Infirmier                                   |
| 13 | Marcel Millon             |       | MPPT  | Ouvrier imprimeur, rotativiste              |
| 14 | Roger Giroud              |       | MPPT  | Agent SNCF                                  |
|    |                           |       |       |                                             |
| 15 | Annie Velasco             |       | MPPT  | Professeur de lycée                         |
| 16 | André Tiran               |       | MPPT  | Enseignant                                  |

### Parti communiste français
| N° | Candidats                 | Parti | Parti | Principales fonctions                                                             |
| -- | ------------------------- | ----- | ----- | --------------------------------------------------------------------------------- |
| 01 | Charles Fiterman          |       | PCF   | Ancien ministre des Transports et député du Val-de-Marne, électricien             |
| 02 | Jean-Paul Magnon          |       | PCF   | Ajusteur                                                                          |
| 03 | Françoise Pagano          |       | PCF   | Professeur, adjointe au maire de Meyzieu                                          |
| 04 | André Gerin               |       | PCF   | Dessinateur, conseiller général du canton de Vénissieux-Nord, maire de Vénissieux |
| 05 | Camille Vallin            |       | PCF   | Contrôleur PTT, Sénateur, maire de Givors                                         |
| 06 | Jean Capiévic             |       | PCF   | Ajusteur pré-retraité                                                             |
| 07 | René Chevailler           |       | PCF   | Ouvrier textile, conseiller municipal de Lyon                                     |
| 08 | Marie-Christine Burricand |       | PCF   | Employée de mairie                                                                |
| 09 | Jean-Marie Mick           |       | PCF   | Instituteur détaché, maire de Pierre-Bénite                                       |
| 10 | Roger Tissot              |       | PCF   | Retraité de l'Education nationale, maire de Grigny                                |
| 11 | René Delabre              |       | PCF   | Ouvrier                                                                           |
| 12 | Janine Valette            |       | PCF   | Employée de banque                                                                |
| 13 | Pierre Grannec            |       | PCF   | Principal de collège, adjoint au maire de Villeurbanne                            |
| 14 | Michel Lebail             |       | PCF   | Inspecteur PTT, adjoint au maire de Villeurbanne                                  |
|    |                           |       |       |                                                                                   |
| 15 | Lise Bouveret             |       | PCF   | Assistante sociale, conseillère municipale de Caluire-et-Cuire                    |
| 16 | Claude Jambon             |       | PCF   | Viticulteur, Villié-Morgon                                                        |

### Majorité présidentielle (PS-MRG)
| N° | Candidats               | Parti | Parti | Principales fonctions                                                                       |
| -- | ----------------------- | ----- | ----- | ------------------------------------------------------------------------------------------- |
| 01 | Charles Hernu           |       | PS    | Maire de Villeurbanne, ancien ministre de la Défense et député                              |
| 02 | Jean Poperen            |       | PS    | Député sortant et maire de Meyzieu                                                          |
| 03 | Marie-Josèphe Sublet    |       | PS    | Députée sortante et maire de Feyzin                                                         |
| 04 | Gérard Collomb          |       | PS    | Député sortant et conseiller municipal de Lyon                                              |
| 05 | Jean-Jack Queyranne     |       | PS    | Député sortant, conseiller régional, conseiller général et adjoint au maire de Villeurbanne |
| 06 | Martine David           |       | PS    | Conseillère municipale de Décines-Charpieu                                                  |
| 07 | Michèle Lindeperg       |       | PS    | Professeur de collège                                                                       |
| 08 | André Poutissou         |       | PS    | Maire de Villefranche-sur-Saône, ancien député                                              |
| 09 | Jean-Pierre Flaconnèche |       | PS    | Conseiller d'arrondissement de Lyon                                                         |
| 10 | Gabriel Montcharmont    |       | PS    | Maire de Condrieu                                                                           |
| 11 | Bruno Polga             |       | PS    | Conseiller général et maire de Saint-Priest                                                 |
| 12 | Farid Benouar           |       | PS    | Conseiller municipal de Vénissieux                                                          |
| 13 | Bernard Bellet          |       | PS    |                                                                                             |
| 14 | Roger Lalliard          |       | PS    | Adjoint au maire de Bron                                                                    |
|    |                         |       |       |                                                                                             |
| 15 | Christian Gunther       |       | PS    | Adjoint au maire de Sourcieux-les-Mines                                                     |
| 16 | Maurice Dessaux         |       | PS    | Maire de Saint-Appolinaire                                                                  |

### Les Verts
| N° | Candidats               | Parti | Parti | Principales fonctions                           |
| -- | ----------------------- | ----- | ----- | ----------------------------------------------- |
| 01 | Jean Brière             |       | LV    | Chargé de travaux en médecine nucléaire         |
| 02 | Michel Delore           |       | LV    | Journaliste                                     |
| 03 | Geneviève François      |       | LV    | Enseignante                                     |
| 04 | Paul Coste              |       | LV    | Ingénieur en informatique                       |
| 05 | Françoise Holtz-Bonneau |       | LV    | Chercheuse en imagerie informatique             |
| 06 | Michel Bernard          |       | LV    | Directeur de publication écologique alternative |
| 07 | Christiane Brémond      |       | LV    | Conseillère en économie sociale et familiale    |
| 08 | Pierre Dutey            |       | LV    | Médecin                                         |
| 09 | Dominique Garel         |       | LV    | Médecin                                         |
| 10 | Anne Charnay            |       | LV    | Institutrice                                    |
| 11 | Marc Jedliczka          |       | LV    | Employé PPT                                     |
| 12 | Jean Loutan             |       | LV    | Économe                                         |
| 13 | Annette Buiron          |       | LV    | Infirmière retraitée                            |
| 14 | Philippe Brochet        |       | LV    | Informaticien                                   |
|    |                         |       |       |                                                 |
| 15 | Henri Persat            |       | LV    | Biologiste                                      |
| 16 | Didier Anger            |       | LV    | Animateur antinucléaire                         |

### Écologiste
| N° | Candidats          | Parti | Parti | Principales fonctions          |
| -- | ------------------ | ----- | ----- | ------------------------------ |
| 01 | Brice Lalonde      |       | ECO   | Journaliste                    |
| 02 | Marguerite Marquet |       | ECO   | Adjointe au maire de Bron      |
| 03 | Daniel Martin      |       | ECO   | Conseiller municipal de Givors |
| 04 | Bernadette Wipf    |       | ECO   | Agent administratif            |
| 05 | Alain Partensky    |       | ECO   | Chercheur au CNRS              |
| 06 | Danièle Miquel     |       | ECO   | Secrétaire                     |
| 07 | Raymond Lecerf     |       | ECO   | Enseignant                     |
| 08 | Alice Baud         |       | ECO   | Employée de banque             |
| 09 | Bernard Berthel    |       | ECO   | Expert informatique            |
| 10 | Paul Pêcheur       |       | ECO   | Chef d'entreprise              |
| 11 | Bruno Tracol       |       | ECO   | Enseignant en biologie         |
| 12 | Bernard Dury       |       | ECO   | Cadre                          |
| 13 | Gérard Bertolini   |       | ECO   | Chargé de recherche au CNRS    |
| 14 | Bruno Thévenet     |       | ECO   | Ingénieur                      |
|    |                    |       |       |                                |
| 15 | Guy Chouvey        |       | ECO   | Chercheur à l'INSERM           |
| 16 | Jean Loup Fleuret  |       | ECO   | Professeur                     |

### Union pour la démocratie française
| N° | Candidats              | Parti | Parti    | Principales fonctions                                                                                                  |
| -- | ---------------------- | ----- | -------- | --- |
| 01 | Raymond Barre          |       | UDF app. | Député sortant, ancien Premier Ministre, professeur à la Faculté de droit                                              |
| 02 | Alain Mayoud           |       | UDF-PR   | Député sortant et maire de Saint-Romain-de-Popey, cadre au Crédit agricole                                             |
| 03 | Jean Rigaud            |       | UDF-AD   | Député sortant et maire d'Écully, ingénieur                                                                            |
| 04 | Francisque Perrut      |       | UDF      | Sous-directeur d'établissement du second degré, député sortant, conseiller général du canton de Villefranche-sur-Saône |
| 05 | Roland Fulchiron       |       | UDF      | cadre dirigeant, conseiller général du canton de Lyon-X, maire du 7ème arrondissement de Lyon                          |
| 06 | Robert Batailly        |       | UDF      | Agent commercial, conseiller général du canton de Lyon-XII, maire du 8ème arrondissement de Lyon                       |
| 07 | Yannick Bonnet         |       | DVD      | Directeur d'établissement du second degré, conseiller municipal de Craponne                                            |
| 08 | Michel Mauclair        |       | UDF      | Enseignant, adjoint au maire du 5ème arrondissement de Lyon                                                            |
| 09 | Jean-Luc Da Passano    |       | UDF      | Pharmacien, conseiller général du canton d'Irigny, adjoint au maire d'Irigny                                           |
| 10 | Jean-Claude Bensoussan |       | UDF      | Directeur de société                                                                                                   |
| 11 | Thierry Bourgeron      |       | DVD      | Conseiller en entreprise                                                                                               |
| 12 | Michel Thiers          |       | UDF      | Ingénieur, conseiller général du canton de Saint-Genis-Laval, maire de Brignais                                        |
| 13 | Claude Massot          |       | UDF      | Infirmière, conseillère municipale de Meyzieu                                                                          |
| 14 | Jean-Marie Durand      |       | UDF      | Exploitant agricole, conseiller municipal de Corbas                                                                    |
|    |                        |       |          | |
| 15 | Régine Genin           |       | DVD      | Enseignante |
| 16 | Xavier Delsol          |       | UDF      | Directeur de société d'éditions, adjoint au maire du 2ème arrondissement de Lyon                                       |

### Rassemblement pour la République
| N° | Candidats             | Parti | Parti | Principales fonctions |
| -- | --------------------- | ----- | ----- | --- |
| 01 | Michel Noir           |       | RPR   | Député sortant, conseiller régional et adjoint au maire de Lyon, ingénieur conseil                                       |
| 02 | Jean Besson           |       | RPR   | Maire de Tarare |
| 03 | Jean-Michel Dubernard |       | RPR   | Adjoint au maire de Lyon, chirurgien                                                                                     |
| 04 | Michel Terrot         |       | RPR   | Conseiller général du Canton d'Oullins, avocat                                                                           |
| 05 | Jean-Marc Barthez     |       | RPR   | Conseiller juridique, conseiller général du canton de Meyzieu, maire de Jonage                                           |
| 06 | Marie-Thérèse Geffroy |       | RPR   | Professeur, adjointe au maire du 2ème arrondissement de Lyon                                                             |
| 07 | Jean-Louis Bellaton   |       | RPR   | Médecin |
| 08 | Marc Fraysse          |       | RPR   | Chef d'entreprise, conseiller municipal de Décines-Charpieu                                                              |
| 09 | Serge Guinchard       |       | RPR   | Professeur d'université, adjoint au maire de Lyon                                                                        |
| 10 | Jacques Meyer         |       | RPR   | Ingénieur, chef d'entreprise, conseiller général du canton de Neuville-sur-Saône, adjoint au maire de Neuville-sur-Saône |
| 11 | Joseph Ferrari        |       | RPR   | Agent de maitrise, conseiller municipal de Vénissieux                                                                    |
| 12 | Michèle Mollard       |       | RPR   | Infirmière, adjointe au maire du 9ème arrondissement de Lyon                                                             |
| 13 | Jean-Claude Cret      |       | RPR   | Médecin, conseiller général du canton de Vaulx-en-Velin, conseiller municipal de Vaulx-en-Velin                          |
| 14 | Jean-Claude Bahu      |       | RPR   | Enseignant, conseiller général du canton de Givors, conseiller municipal de Givors                                       |
|    |                       |       |       | |
| 15 | Michel Grillat        |       | RPR   | Conseiller juridique |
| 16 | Pierre-Bernard Cousté |       | RPR   | Député sortant |

### Divers droite (UDF diss.)
| N° | Candidats        | Parti | Parti           | Principales fonctions                                                                         |
| -- | ---------------- | ----- | --------------- | --------------------------------------------------------------------------------------------- |
| 01 | Vincent Guittard |       | DVD (UDF diss.) | Conseiller général du Canton de Bron et conseiller municipal de Bron, conseiller d'entreprise |
| 02 | Claude Tissinié  |       | DVD             | Artisan, adjoint au maire de Rillieux-la-Pape                                                 |
| 03 |                  |       | DVD             |                                                                                               |
| 04 |                  |       | DVD             |                                                                                               |
| 05 |                  |       | DVD             |                                                                                               |
| 06 |                  |       | DVD             |                                                                                               |
| 07 |                  |       | DVD             |                                                                                               |
| 08 |                  |       | DVD             |                                                                                               |
| 09 |                  |       | DVD             |                                                                                               |
| 10 |                  |       | DVD             |                                                                                               |
| 11 |                  |       | DVD             |                                                                                               |
| 12 |                  |       | DVD             |                                                                                               |
| 13 |                  |       | DVD             |                                                                                               |
| 14 |                  |       | DVD             |                                                                                               |
|    |                  |       |                 |                                                                                               |
| 15 |                  |       | DVD             |                                                                                               |
| 16 |                  |       | DVD             |                                                                                               |

### Extrême droite (FN)
| N° | Candidats          | Parti | Parti | Principales fonctions |
| -- | ------------------ | ----- | ----- | --------------------- |
| 01 | Bruno Gollnisch    |       | FN    | Professeur de faculté |
| 02 | Jean-Pierre Reveau |       | FN    | Cadre de l'industrie  |
| 03 |                    |       | FN    |                       |
| 04 |                    |       | FN    |                       |
| 05 |                    |       | FN    |                       |
| 06 |                    |       | FN    |                       |
| 07 |                    |       | FN    |                       |
| 08 |                    |       | FN    |                       |
| 09 |                    |       | FN    |                       |
| 10 |                    |       | FN    |                       |
| 11 |                    |       | FN    |                       |
| 12 |                    |       | FN    |                       |
| 13 |                    |       | FN    |                       |
| 14 |                    |       | FN    |                       |
|    |                    |       |       |                       |
| 15 |                    |       | FN    |                       |
| 16 |                    |       | FN    |                       |

### Extrême droite (POE)
| N° | Candidats  | Parti | Parti | Principales fonctions |
| -- | ---------- | ----- | ----- | --------------------- |
| 01 | Mme Albert |       | POE   |                       |
| 02 |            |       | POE   |                       |
| 03 |            |       | POE   |                       |
| 04 |            |       | POE   |                       |
| 05 |            |       | POE   |                       |
| 06 |            |       | POE   |                       |
| 07 |            |       | POE   |                       |
| 08 |            |       | POE   |                       |
| 09 |            |       | POE   |                       |
| 10 |            |       | POE   |                       |
| 11 |            |       | POE   |                       |
| 12 |            |       | POE   |                       |
| 13 |            |       | POE   |                       |
| 14 |            |       | POE   |                       |
|    |            |       |       |                       |
| 15 |            |       | POE   |                       |
| 16 |            |       | POE   |                       |

### Sans étiquette (Initiative 86)
| N° | Candidats                      | Parti | Parti | Principales fonctions            |
| -- | ------------------------------ | ----- | ----- | -------------------------------- |
| 01 | André Ossédat                  |       | I86   | Cadre commercial et entrepreneur |
| 02 | Yves Pezilla                   |       | I86   |                                  |
| 03 | André Davin                    |       | I86   |                                  |
| 04 | Bernard Bodineau               |       | I86   |                                  |
| 05 | Marie-Benoîte Comont-Sautereau |       | I86   |                                  |
| 06 | Renaud Braunstein              |       | I86   |                                  |
| 07 | Jean-Louis Dumas               |       | I86   |                                  |
| 08 | Serge Pétrequin                |       | I86   |                                  |
| 09 | Martine Meston-Legost          |       | I86   |                                  |
| 10 | Philippe Bellanger             |       | I86   |                                  |
| 11 | Joël Baril                     |       | I86   |                                  |
| 12 | Nelly Barbesi-Bernard          |       | I86   |                                  |
| 13 | Pascal Doussière               |       | I86   |                                  |
| 14 | Viviane Baret-Ossédat          |       | I86   |                                  |
|    |                                |       |       |                                  |
| 15 | Jacques Lafa                   |       | I86   |                                  |
| 16 | Patrice Pégat                  |       | I86   |                                  |

## Résultats

### Résultats à l'échelle du département
| Liste Parti politique | Liste Parti politique                                                                                   | Tête de liste             | Tour unique | Tour unique | Sièges |
| Liste Parti politique | Liste Parti politique                                                                                   | Tête de liste             | Voix        | %           | Sièges |
| --------------------- | --- | ------------------------- | ----------- | ----------- | ------ |
|                       | Liste H.E.R.N.U. pour une majorité de progrès avec le président de la République Parti socialiste (MRG) | Charles Hernu             | 186 834     | 29,29       | 5      |
|                       | Union des républicains libéraux et sociaux Union pour la démocratie française                           | Raymond Barre             | 144 475     | 22,65       | 3      |
|                       | Liste RPR « S'unir et gouverner » Rassemblement pour la République                                      | Michel Noir               | 138 940     | 21,78       | 3      |
|                       | Liste de Rassemblement national présentée par le Front national Front national                          | Bruno Gollnish            | 84 739      | 13,28       | 2      |
|                       | Liste présentée par le Parti communiste français Parti communiste français                              | Charles Fiterman          | 45 566      | 7,14        | 1      |
|                       | Les Écologistes avec Brice Lalonde Divers écologiste                                                    | Brice Lalonde             | 9 212       | 1,44        | 0      |
|                       | Les Verts, écologistes du Rhône - Liste verte et ouverte Les Verts                                      | Jean Brière               | 7 708       | 1,21        | 0      |
|                       | Liste MPPT/Socialisme maintenu Extrême gauche (Mouvement pour un parti des travailleurs)                | Philippe Million-Rousseau | 7 276       | 1,14        | 0      |
|                       | Liste Lutte ouvrière Lutte ouvrière                                                                     | Georges Mestres           | 4 327       | 0,68        | 0      |
|                       | Union nationale de l'opposition Divers droite (diss. UDF)                                               | Vincent Guittard          | 4 147       | 0,65        | 0      |
|                       | ? Divers                                                                                                | M. Festin                 | 1 391       | 0,22        | 0      |
|                       | Liste du Parti ouvrier européen Extrême droite (Parti ouvrier européen)                                 | Mme Albert                | 1 201       | 0,19        | 0      |
|                       | Liste LCR Ligue communiste révolutionnaire                                                              | Jean-Michel Drevon        | 1 162       | 0,18        | 0      |
|                       | Initiative 86 - Entreprendre et réussir la France de l'an 2000 Sans étiquette                           | André Ossédat             | 949         | 0,15        | 0      |
|                       | |                           |             |             |        |
| Inscrits              | Inscrits                                                                                                | Inscrits                  | 862 545     | 100,00      | 14     |
| Abstentions           | Abstentions                                                                                             | Abstentions               | 204 789     | 23,74       |        |
| Votants               | Votants                                                                                                 | Votants                   | 657 756     | 76,26       |        |
| Blancs et nuls        | Blancs et nuls                                                                                          | Blancs et nuls            | 19 829      | 3,01        |        |
| Exprimés              | Exprimés                                                                                                | Exprimés                  | 637 927     | 96,99       |        |